# لوسي بيرسون
لوسي بيرسون (19 فبراير 1972 في المملكة المتحدة - ) (بالإنجليزية: Lucy Pearson)‏ هي لاعبة كريكت بريطانية. شاركت مع منتخب إنجلترا للكريكت.

## وصلات خارجية
- لوسي بيرسون على موقع إي آس بي آن كريك إنفو (الإنجليزية)